# Скелліґ (фільм)
«Ске́лліґ» — британський фантастичний фільм 2009 року. Головні ролі виконали Тім Рот, Білл Мілнер і Джон Сімм. Сценарій написала Ірена Брінґал за мотивами однойменної повісті Девіда Елмонда, режисером виступила Аннабель Дженкель.

## Сюжет
Малий хлопчик Майкл (Біл Мілнер) переїжджає разом із сім'єю до старого великого будинку, адже його мати(Келлі МакДональд) чекає на другу дитину. Стан будинку одразу викликає побоювання у хлопця, про що він каже батькам. Проте рішення переїхати є остаточним. У той час, коли його батьки облаштовували новий дім, він нишпорив садом, де знайшов кинутий сарай. Майкл вирішив зазирнути у приміщення, але хтось із темряви спитав: "Хто там?" Хлопець злякався і втік. 
Відтак його батько (Джон Сімм) заборонив йому ходити до цього сараю. Проте Майкл, сповнений рішучості довідатися, хто ж там живе, наважується ще раз зазирнути до клуні. По дорозі він зустірв таємничу дівчинку, яка сиділа на паркані. Вони поговорили, і вона пішла в інший бік. Зрештою, Майкл знаходить у сараї дивну, страшенно знесилену людиноподібну істоту на ім'я Скелліґ (Тім Рот). Він дуже грубий і невихований.
У матері Майкла починаються передчасні пологи, і дитина народжується дуже слабкою, їй потрібна складна операція. Хлопець звинувачує у цьому себе. Дейв починає пити і у стані сп'яніння підпалює сарай. Майкл витягує Скелліґа із палаючої будівлі на своїх плечах, при цьому сильно обпаливши руки. Хлопець і його нова подруга Міна відносять істоту до високої вежі і в цей час з'ясовують, що він має крила. Скелліґ каже взяти його за руки. Після цього вони починають кружляти у повітрі, і рука Майкла загоюється.
Життя сестри Майкла під великою загрозою, і хлопець, зрозумівши, що Скелліґ може вилікувати її, просить його зробити це. Проте той відповідає, що він не може цього зробити. Майкл впевнений, що Скелліґ має більше сили, ніж тому здається. І, щоб довести це, він стрибає з цієї вежі. Скелліґ рятує його і віднаходить віру в себе. По тому він кладе Майкла на траву і летить до лікарні, у якій лежить його сестра, і виліковує її. Одужання немовляти лікарі ввжають дивом.
Наприкінці фільму Скелліґ, Майкл і Міна збираються у їхній башті. Діти припускають, що Скелліґ — янгол. Він не заперечує. Вони дають йому прощальний дарунок - пляшку пива - і питають, куди він тепер збирається. Він відповідає: "Кудись".

## У ролях
- Тім Рот — Скелліґ
- Білл Мілнер — Майкл
- Джон Сімм — Дейв
- Келлі Макдональд — Луїза
- Скай Беннет — Міна
- Една Доре — Ґрейс